# دنيس شو
دنيس شو (16 فبراير 1931 في المملكة المتحدة - 2 مايو 2017) (بالإنجليزية: Dennis Shaw)‏ هو لاعب كريكت بريطاني. لعب مع نادي وارويكشاير للكريكيت ‏.

## وصلات خارجية
- دنيس شو على موقع إي آس بي آن كريك إنفو (الإنجليزية)